# Chiesa del Santissimo Nome di Maria (Capriva del Friuli)
La chiesa del Santissimo Nome di Maria è la parrocchiale di Capriva del Friuli, in provincia ed arcidiocesi di Gorizia; fa parte del decanato di Cormons.

## Storia

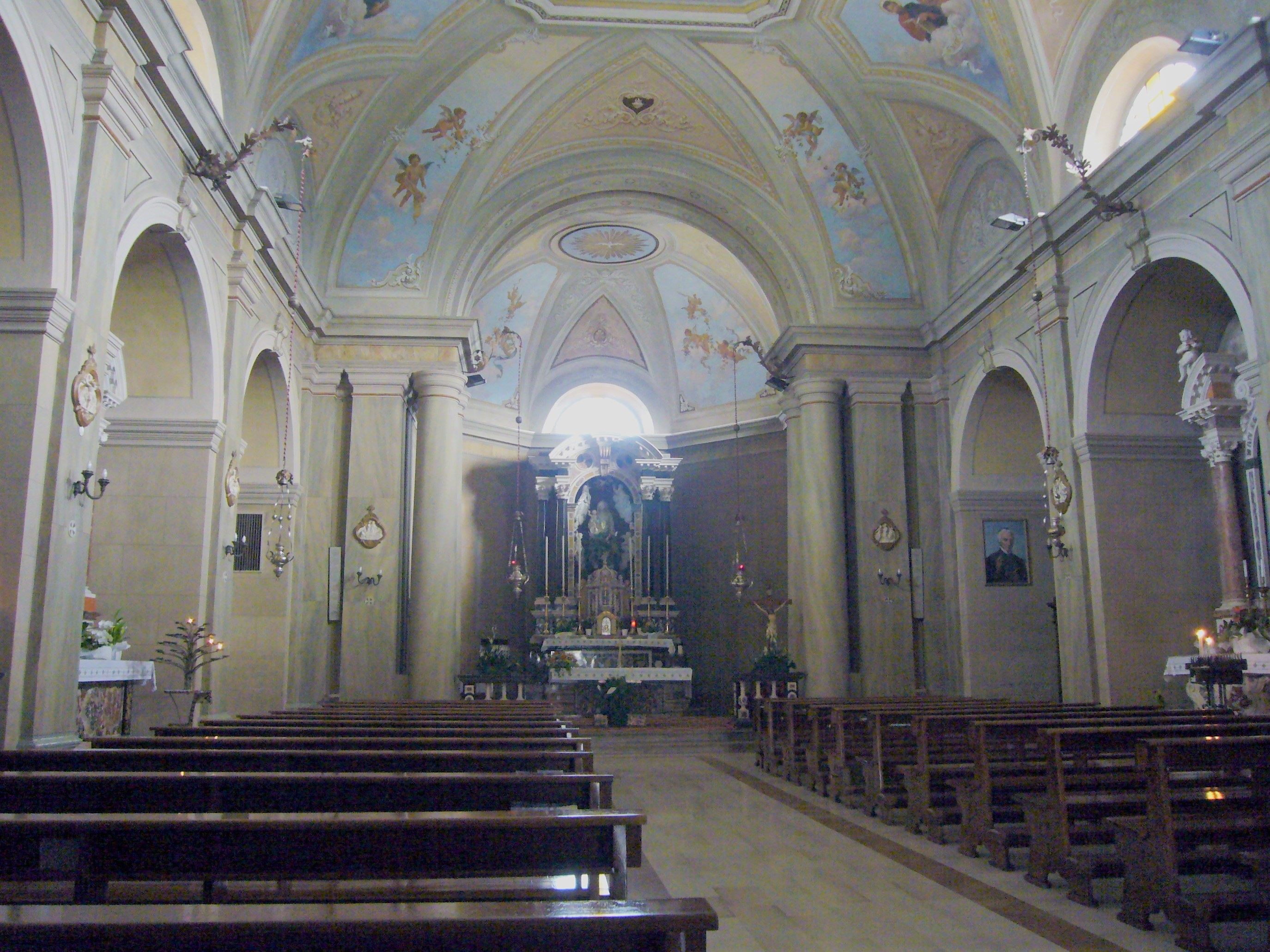
L'interno

La primitiva chiesa di Capriva venne costruita nel 776 e distrutta nel 954 dagli Ungari. Non viene più menzionato alcun luogo di culto a Capriva sino al 1369, anno in cui fu edificata lì una chiesetta, che venne distrutta dai Veneti nel 1616. Fu riedificata nel 1622 e poi ancora nel 1676. Tre anni dopo fu realizzato l'altare laterale di Sant'Anna e, nel 1691, quello maggiore. Tra il 1703 ed il 1765 vennero costruiti altri tre altari e, nel 1784 fu eretto il campanile. Nel 1854 la chiesa fu eretta a parrocchiale.
La nuova parrocchiale venne edificata tra il 1871 ed il 1882 su progetto di Ruggero Berlam e consacrata il 9 novembre 1896 dall'arcivescovo Luigi Mattia Zorn. Nel 1927 fu ingrandito l'altar maggiore. L'edificio è stato ristrutturato nel 2009.